# N470 (België)
De N470 is een gewestweg tussen Grembergen en Hamme. 
De weg begint bij de N47 in Grembergen waarna de N446 richting Zogge aftakt. Daarna gaat de weg dwars door het centrum van Hamme. In de dorpskern van Hamme splitst de weg zich op in de N470 en N470a. Via een kleine omweg in Hamme komt de weg uit op de N41.

## N470a
De N470a is een aftakking van de N470 in Hamme en sluit aan op de N41 Elversele. De route gaat via de Loystraat, Tweebruggenplein, Drapstraat, Hamveer en Koolputten.
Tussen Hamme en Elversele passeert de weg de Mirabrug. Doordat deze brug niet toegestaan is voor het autoverkeer is het niet mogelijk om per auto de gehele N470a te berijden. Voor fietsers en voetgangers is dit geen probleem.
De N470a heeft een lengte van ongeveer 2,7 kilometer.

## N470b
De N470b is een 550 meter lange verbindingsweg in Hamme tussen de N470 en N41 via de Neerstraat.